# Jonkers Mesa
Die Johnson Mesa ist ein gelappter und zwischen 350 und 450 m hoher Tafelberg im Osten der westantarktischen James-Ross-Insel. Er ragt in nordost-südwestlicher Ausrichtung zwischen dem Ekelöf Point und Kap Gage auf. Das Gipfelplateau wird von drei zusammenhängenden, in ihrer Höhe abnehmenden Schneedomen überragt.
Das UK Antarctic Place-Names Committee benannte ihn 2006 nach dem Paläontologen  Hendrik Albert Jonkers (* 1952) vom British Antarctic Survey, einem Experten für fossile Kammmuscheln in Antarktika.